# ویویان کوبریک
ویویان کوبریک (انگلیسی: Vivian Kubrick؛ زادهٔ ۵ اوت ۱۹۶۰) فیلمساز و آهنگساز آمریکایی-بریتانیایی است. وی دختر استنلی کوبریک است.
از فیلم‌هایی که وی در آن نقش داشته‌است، می‌توان به ادیسه فضایی، درخشش، غلاف تمام‌فلزی، بری لیندون و استنلی کوبریک: یک زندگی در تصاویر اشاره کرد.